# TDR-vergelijking
Taxis-Diffusie-Reactievergelijkingen of TDR-vergelijkingen zijn partiële differentiaalvergelijkingen, die in wiskundige modellen van biologische en biochemische systemen worden gebruikt. In deze modellen worden de concentraties van een aantal substanties berekend als functie van de tijd en een of meer ruimtelijke dimensies, waarbij deze concentraties onderhevig zijn aan de drie genoemde processen taxis, diffusie en onderlinge reacties. Daarnaast kunnen nog andere processen, zoals brontermen of verliestermen, worden opgenomen. De numerieke technieken die nodig zijn om de gekoppelde partiële differentiaalvergelijking van zo'n systeem op te lossen overstijgen doorgaans behalve voor de eenvoudigste gevallen de capaciteit van een gewone computer.

## Vorm van de TDR-vergelijking
Voor elk van de te volgen concentraties {\displaystyle u(t,\mathbf {x} )} wordt een partiële differentiaalvergelijking opgesteld met in het linkerlid de tijdsafgeleide en in het rechterlid de diverse processen waaraan {\displaystyle u(t,\mathbf {x} )} onderhevig is.

### Diffusie
Een eerste proces waaraan de concentratie {\displaystyle u(t,\mathbf {x} )} van een bepaalde substantie onderhevig is, of kan zijn, is diffusie. De concentratie {\displaystyle u(t,\mathbf {x} )} is dus functie van de tijd, en van de plaats {\displaystyle \mathbf {x} }, die een, twee of drie dimensies kan bevatten.
Het standaardmodel voor diffusie is op de wetten van Fick gebaseerd, die stelt dat bij diffusie van een substantie {\displaystyle u(t,\mathbf {x} )} de flux negatief evenredig is met de gradiënt van de eigen concentratie. De verandering in de tijd wordt dan gegeven door de negatieve afgeleide van deze flux. Bijgevolg levert diffusie een bijdrage tot de partiële differentiaalvergelijking voor {\displaystyle u(t,\mathbf {x} )}, van de vorm:
{\displaystyle {\frac {\partial u}{\partial t}}=e\,\Delta u}
waarin {\displaystyle e} de diffusiecoëfficiënt is, en {\displaystyle \Delta }, ook wel genoteerd als {\displaystyle \nabla ^{2}}, de Laplace-operator. De diffusiecoëfficiënt kan constant zijn, of worden verondersteld, of kan van andere parameters afhangen. Hij wordt in het SI-stelsel uitgedrukt in m2/s.

### Taxis
Taxis is een proces waarbij de substantie {\displaystyle u} zich verspreidt onder invloed van de concentratiegradiënt van een andere substantie (chemotaxis), of meer algemeen een externe prikkel zoals temperatuur, gravitatie, of licht. De diverse vormen van taxis staan beschreven in het betreffende artikel over taxis. De flux van de substantie {\displaystyle u(t,\mathbf {x} )}, onderhevig aan taxis door een concentratie {\displaystyle c(t,\mathbf {x} )}, is evenredig met de concentratie van de stof {\displaystyle u} zelf, en met de gradient van {\displaystyle c}. De bijdrage tot de tijdsafgeleide is dus:
{\displaystyle {\frac {\partial u}{\partial t}}=-\nabla \,(u\,f(u,c)\,\nabla c)}
met {\displaystyle f} de taxiscoëfficiënt die afhangt van {\displaystyle u} en {\displaystyle c}, maar die ook kan afhangen van tijd en plaats, of van nog andere parameters. In tegenstelling tot de diffusiecoëfficiënt die steeds positief is, kan {\displaystyle f} ook negatief zijn. Op die manier kan men het onderscheid maken tussen aantrekkende of afstotende vormen van taxis. Indien {\displaystyle u} onderhevig is aan meer tactische interacties met substanties {\displaystyle c_{k}} zal de partiële differentiaalvergelijking ook meerdere taxistermen bevatten.

### Reactie
Deze termen beschrijven chemische reacties tussen de substantie {\displaystyle u} en de andere substantie(s) {\displaystyle c_{k}}. Daarnaast kan ook nog een bronterm en een sterfteterm worden toegevoegd.

### Algemene vorm van de vergelijking
De TDR-vergelijking voor een substantie {\displaystyle u(t,\mathbf {x} )} is dan:
{\displaystyle {\frac {\partial u}{\partial t}}=e\,\Delta u-\nabla \left(u\sum _{k=1}^{n}f(u,c_{k})\,\nabla c_{k}\right)+\sum _{k=1}^{n}R(u,c_{k})}
In deze vergelijking wordt voor de taxistermen en voor de reactietermen over alle substanties {\displaystyle c_{k}} gesommeerd. Indien {\displaystyle u(t,\mathbf {x} )} niet overhevig is aan een taxisproces, of niet reageert met bepaalde substantie {\displaystyle c_{k}}, zal de bijhorende coëfficiënt gewoon nul zijn.

## Voorbeeld
Onderstaande vergelijkingen beschrijven een fictief model waarin de concentratie van een substantie {\displaystyle u(t,\mathbf {x} )} wordt beschreven, die een wisselwerking vertoont met twee andere concentraties {\displaystyle c_{1}} en {\displaystyle c_{2}}. Ook de tijds- en ruimtelijke afhankelijkheden van de twee substanties {\displaystyle c_{1}} en {\displaystyle c_{2}} worden door partiële differentiaalvergelijkingen beschreven:
{\displaystyle {\frac {\partial u}{\partial t}}=e_{u}\,\Delta u-\nabla \,(f_{1}\,u\,\nabla c_{1})+\nabla \,(f_{2}\,u\,\nabla c_{2})}
{\displaystyle {\frac {\partial c_{1}}{\partial t}}=-e_{1}\,\Delta c_{1}-\beta _{1}c_{1}}
{\displaystyle {\frac {\partial c_{2}}{\partial t}}=\beta _{1}c_{2}-\gamma c_{1}c_{2}}
De vergelijking voor {\displaystyle u} bevat een diffusiecomponent en twee taxiscomponenten, waarvan een aantrekkend is en de andere afstotend. Beide taxiscoëfficiënten worden hier als constant verondersteld. De variabele {\displaystyle c_{1}} is verondersteld onderhevig te zijn aan diffusie en sterfte. De vergelijking van de variabele {\displaystyle c_{2}} bevat een bronterm en een reactieterm met {\displaystyle c_{1}}. De constante parameters kunnen eventueel variabel gemaakt worden, bijvoorbeeld van de concentraties {\displaystyle c_{1}} en/of {\displaystyle c_{2}} om bijkomende effecten zoals verzadiging te simuleren.

## Theoretische basis en numerieke implementatie
Belangrijk onderzoek betreffende de wiskundige eigenschappen van TDR-vergelijkingen werd verricht door A Gerisch voor de Maarten Luther-Universiteit, die zowel de theoretische eigenschappen van deze vergelijkingen als de concrete implementatie behandelde. Het werk van W. Hunsdorfer en J.G. Verwer richt zich ook specifiek op dit soort vergelijkingen. Een meer algemene behandeling van numerieke oplossingsmethoden voor partiële differentiaalvergelijkingen is te vinden in het werk van J.W. Thomas.

## Voorbeeld

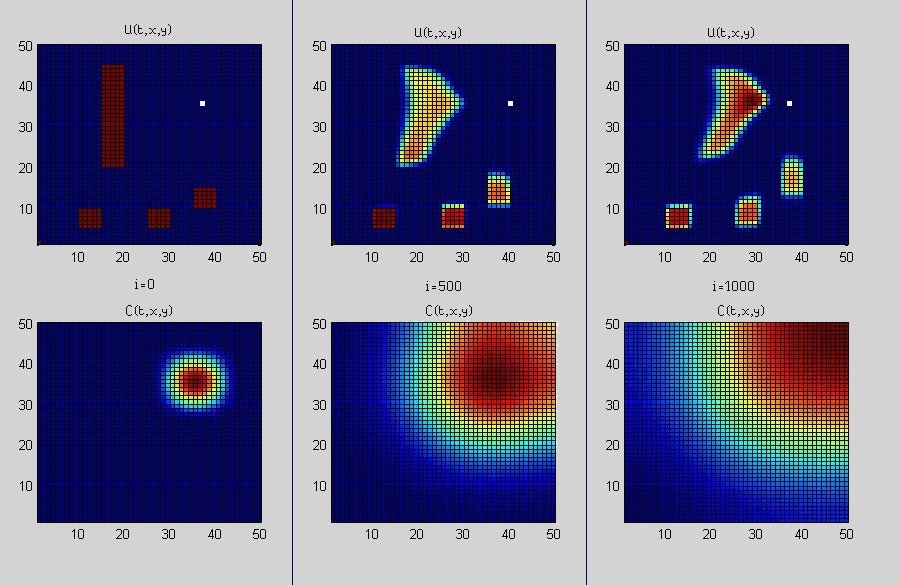
Taxis-Diffusiemodel van twee substanties
beginsituatie, situatie na 500 iteraties en na 1000 iteraties
Boven is telkens onderhevig aan taxis door, onder is telkens onderhevig aan diffusie.

Dit tweedimensionale model bevat twee concentraties {\displaystyle u(t,\mathbf {x} )} en {\displaystyle c(t,\mathbf {x} )}. Om het effect van taxis te illustreren wordt verondersteld dat {\displaystyle u} alleen onderhevig is aan taxis volgens de gradient van {\displaystyle c}, en dat {\displaystyle c} alleen onderhevig is aan diffusie:
{\displaystyle {\frac {\partial u}{\partial t}}=-\nabla \,(f_{0}\,u\,\nabla c)}
{\displaystyle {\frac {\partial c}{\partial t}}=e\,\Delta c}
Het ruimtelijk gebied wordt opgedeeld in 50×50 cellen. Als beginvoorwaarden wordt verondersteld dat {\displaystyle u(t,\mathbf {x} )} geconcentreerd is in een rechthoekig gebied, en in drie kleinere gebieden, en dat {\displaystyle c(t,\mathbf {x} )} zich verspreidt vanuit een gebied gecentreerd rond de coördinaten (35,35). De bijhorende figuur toont de beginsituatie en de situaties na 500 en na 1000 iteraties. De wanden van het ruimtelijk gebied worden als ondoordringbaar beschouwd. Bovenaan staat telkens de concentratie van {\displaystyle u(t,\mathbf {x} )} en onderaan die van {\displaystyle c(t,\mathbf {x} )}, in hetzelfde tweedimensionale ruimtelijk gebied. Het middelpunt van de initiële verdeling van {\displaystyle c(t,\mathbf {x} )} is steeds aangegeven op de figuren van {\displaystyle u(t,\mathbf {x} )}.
In de figuren is te zien, hoe {\displaystyle c(t,\mathbf {x} )} zich verspreidt door diffusie en hoe {\displaystyle u(t,\mathbf {x} )} zich door taxis verplaatst in de richting van {\displaystyle c(t,\mathbf {x} )}. De twee gekoppelde partiële differentiaalvergelijkingen werden opgelost door middel van de lijnmethode met discretisering in de twee ruimtelijke coördinaten, en met een vierde orde expliciete Runge-Kuttamethode voor de tijdscoördinaat. De twee gekoppelde partiële differentiaalvergelijkingen werden dus omgezet in 2500 gekoppelde gewone differentiaalvergelijkingen. Het computerprogramma werd  in MATLAB geschreven.

## Voetnoten
1. ↑  (en)  A Gerish voor de Maarten Luther-Universiteit. Numerical Methods for the Simulation of Taxis–Diffusion–Reaction Systems, 23 augustus 2001. (pdf)
2. ↑  (en)  W Hunsdorfer en JG Verwer. Numerical Solution of Time-Dependent Advectin-Diffusion-Reaction Equations, 2007. ISBN 978-3-540-03440-7
3. ↑  (en)  JW Thomas. Numerical Partial Differential Equations, Finite Difference methods, 1995. ISBN 0-387-97999-9